# 28. ceremonia wręczenia nagród David di Donatello
28. ceremonia wręczenia włoskich nagród filmowych David di Donatello odbyła się 2 lipca 1983 roku w Circo Massimo w Rzymie.

## Laureaci i nominowani
Laureaci nagród wyróżnieni są wytłuszczeniem.

### Najlepszy film
- Noc świętego Wawrzyńca (tytuł oryg. La notte di San Lorenzo, reż. Paolo Taviani i Vittorio Taviani)
- Cios w serce (tytuł oryg. Colpire al cuore, reż. Gianni Amelio)
- Noc w Varennes (tytuł oryg. La nuite de Varennes, reż. Ettore Scola)

### Najlepszy debiutujący reżyser
- Francesco Laudadio - Grog
- Marco Risi - Na własny rachunek (tytuł oryg. Vado a vivere da solo)
- Cinzia Th. Torrini - Giocare d'azzardo
- Roberto Benigni - Tu mi turbi

### Najlepszy reżyser
- Paolo Taviani i Vittorio Taviani - Noc świętego Wawrzyńca (tytuł oryg. La notte di San Lorenzo)
- Gianni Amelio - Cios w serce (tytuł oryg. Colpire al cuore)
- Ettore Scola - Noc w Varennes (tytuł oryg. La nuite de Varennes)

### Najlepszy reżyser zagraniczny
- Steven Spielberg - E.T. (tytuł oryg. E.T. the Extra-Terrestrial)

### Najlepszy scenariusz
- Sergio Amidei i Ettore Scola - Noc w Varennes (tytuł oryg. La Nuit de Varennes)
- Paolo Taviani i Vittorio Taviani - Noc świętego Wawrzyńca (tytuł oryg. La notte di San Lorenzo)

### Najlepszy scenariusz zagraniczny
- Blake Edwards - Victor, Victoria

### Najlepszy producent
- Giuliano G. De Negri - Noc świętego Wawrzyńca (tytuł oryg. La notte di San Lorenzo)
- Renzo Rossellini - Noc w Varennes (tytuł oryg. La nuite de Varennes)

### Najlepszy producent zagraniczny
- Richard Attenborough - Gandhi

### Najlepsza aktorka
- Giuliana De Sio - Io, Chiara e lo Scuro
- Hanna Schygulla - Noc w Varennes (tytuł oryg. La nuite de Varennes)
- Mariangela Melato - Il buon soldato

### Najlepszy aktor
- Francesco Nuti - Io, Chiara e lo Scuro
- Johnny Dorelli - Bądźcie dobrzy, jeśli potraficie (tytuł oryg. State buoni se potete)
- Marcello Mastroianni - Noc w Varennes (tytuł oryg. La nuite de Varennes)

### Najlepsza aktorka drugoplanowa
- Virna Lisi - Sapore di mare
- Lina Polito - Scusate il ritardo
- Milena Vukotic - Moi przyjaciele II (tytuł oryg. Amici miei - Atto II)

### Najlepszy aktor drugoplanowy
- Lello Arena - Scusate il ritardo
- Paolo Stoppa - Moi przyjaciele II (tytuł oryg. Amici miei - Atto II)
- Tino Schirinzi - Sciopèn

### Najlepszy debiutujący aktor
- Fausto Rossi - Cios w serce (tytuł oryg. Colpire al cuore)
- Marcello Lotti - Io, Chiara e lo scuro
- Carlo De Matteis - Sciopèn

### Najlepsza debiutująca aktorka
- Federica Mastroianni - Bądźcie dobrzy, jeśli potraficie (tytuł oryg. State buoni se potete)
- Norma Martelli - Noc świętego Wawrzyńca (tytuł oryg. La notte di San Lorenzo)
- Tiziana Pini - Noc świętego Wawrzyńca (tytuł oryg. La notte di San Lorenzo)

### Najlepszy aktor zagraniczny
- Paul Newman - Werdykt (tytuł oryg. The Verdict)
- Jack Lemmon - Zaginiony (tytuł oryg. Missing)
- Dustin Hoffman - Tootsie

### Najlepsza aktorka zagraniczna
- Julie Andrews - Victor, Victoria (tytuł oryg. Victor Victoria)

### Najlepsze zdjęcia
- Franco Di Giacomo - Noc świętego Wawrzyńca (tytuł oryg. La notte di San Lorenzo)
- Armando Nannuzzi - Noc w Varennes (tytuł oryg. La nuite de Varennes)
- Carlo Di Palma - Identyfikacja kobiety (tytuł oryg. Identificazione di una donna)

### Najlepsza muzyka
- Angelo Branduardi - Bądźcie dobrzy, jeśli potraficie (tytuł oryg. State buoni se potete)
- Nicola Piovani - Noc świętego Wawrzyńca (tytuł oryg. La notte di San Lorenzo)
- Armando Trovajoli - Noc w Varennes (tytuł oryg. La nuite de Varennes)

### Najlepsza scenografia
- Dante Ferretti - Noc w Varennes (tytuł oryg. La nuite de Varennes)
- Gianni Sbarra - Noc świętego Wawrzyńca (tytuł oryg. La notte di San Lorenzo)

### Najlepsze kostiumy
- Gabriella Pescucci - Noc w Varennes (tytuł oryg. La nuite de Varennes)
- Lina Nerli Taviani - Noc świętego Wawrzyńca (tytuł oryg. La notte di San Lorenzo)

### Najlepszy montaż
- Roberto Perpignani - Noc świętego Wawrzyńca (tytuł oryg. La notte di San Lorenzo)

### Najlepszy film zagraniczny
- Gandhi (reż. Richard Attenborough)

### Nagroda David Luchino Visconti
- Orson Welles

### Nagroda David René Clair
- Manuel Gutiérrez Aragón

### Nagroda David Europeo
- Richard Attenborough

### Nagroda specjalna
- Marcello Mastroianni
- Hanna Schygulla